# Hyllisia loloa
Hyllisia loloa là một loài bọ cánh cứng trong họ Cerambycidae.